# Tadao Takayama
Tadao Takayama (Tòquio, Imperi Japonès, 24 de juny de 1904 - Tòquio (Japó), 1 de juliol de 1980) fou un futbolista japonès que va disputar dos partits amb la selecció japonesa.